# 保榮路遊樂場

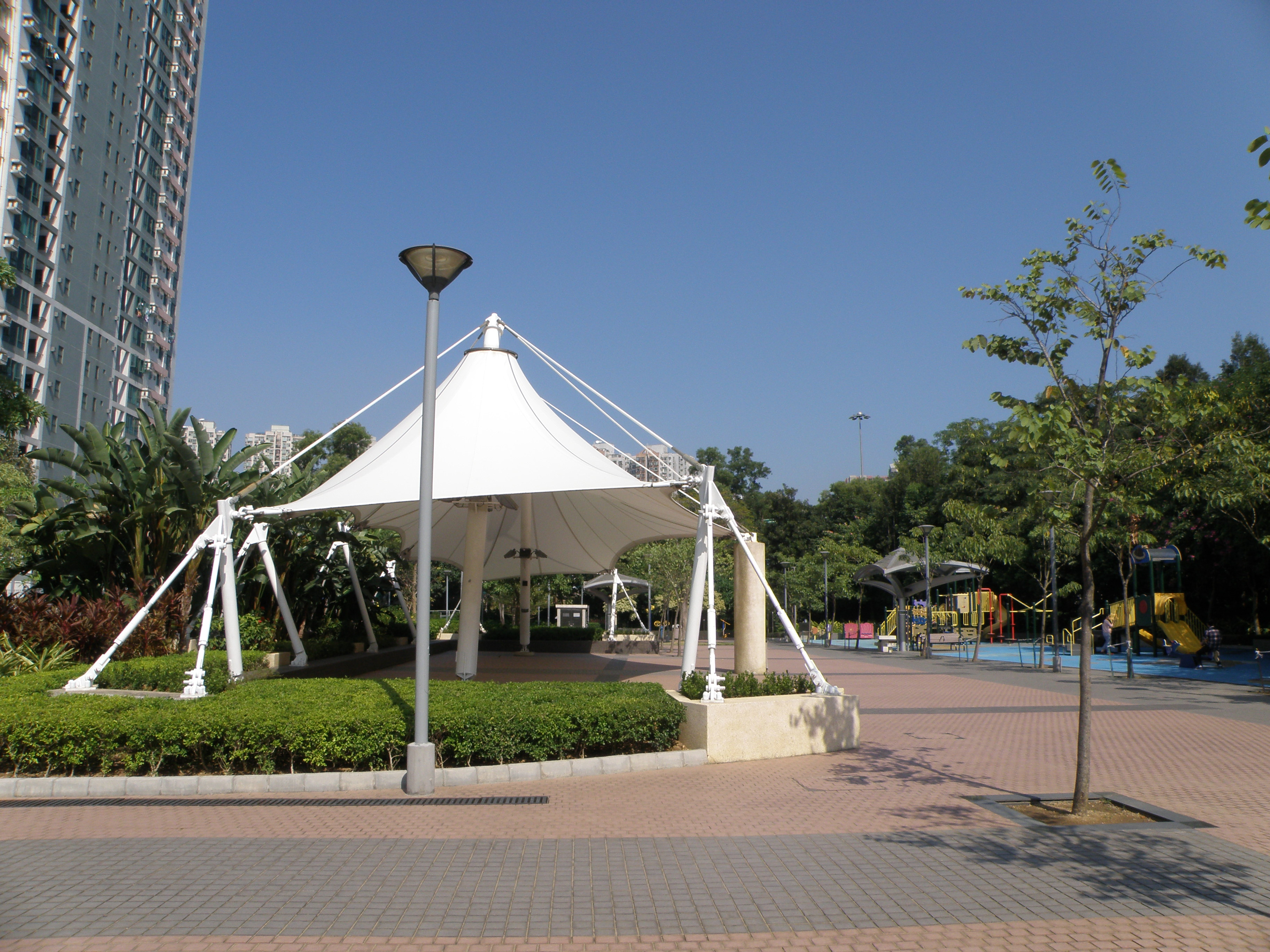
劇場、健體區及遊樂場

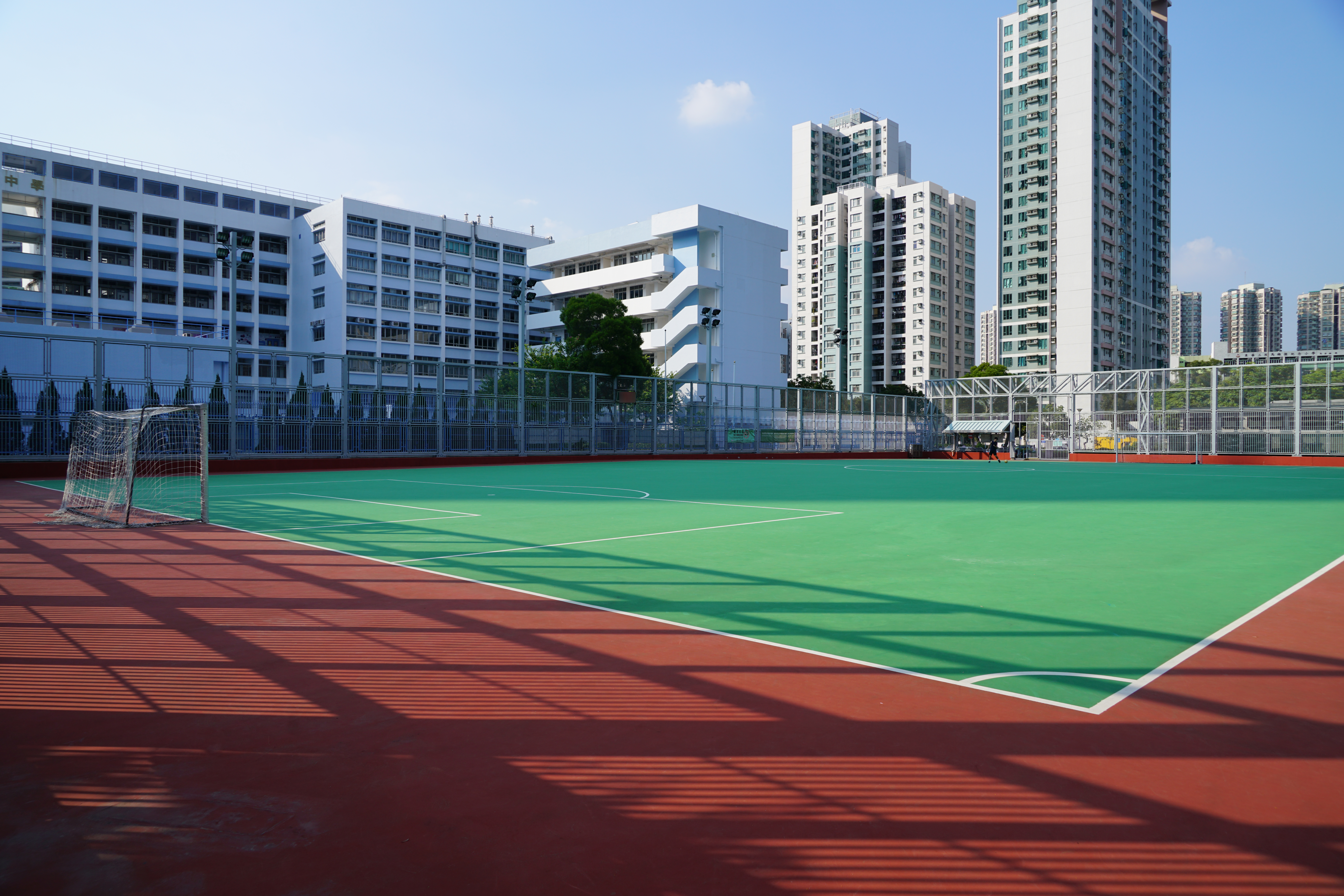
足球場

保榮路遊樂場是香港新界上水的一個康樂場地，位於上水保榮路末端，鄰近粉嶺公路與掃管埔路交界的雞嶺交匯處。

## 設施
- 小型硬地足球場（1個）
- 長者康體設施
- 兒童遊樂設施
- 有蓋劇場

2022-23年疫情期間，香港政府徵用有蓋劇場作爲檢測中心，由華昇診斷中心負責

## 建設過程
該場地是「粉嶺／上水第28區鄰舍休憩用地」的「工地甲」。早於1990年代，由當時的區域市政局提議興建，但其後因市政服務檢討，區域市政局被取消，場地建設的計劃便不了了之。2005年1月，時任行政長官董建華在《施政報告》中，把「粉嶺／上水第28區鄰舍休憩用地」列為優先推行的25項工程計劃的其中之一，項目於2006年交立法會財務委員會屬下工務小組委員會通過，並於2008年4月動工，在2008年12月1日下午4時開放。

## 鄰近地點
- 保榮路休憩處：為「粉嶺／上水第28區鄰舍休憩用地」的「工地乙」，現作可供寵物進入的「狗公園」。
- 保榮路體育館
- 上水官立中學
- 上水紀律部隊宿舍
- 聖公會榮真小學
- 清河邨
- 維也納花園